# Carlos Rivera Aceves
Carlos Rivera Aceves (Guadalajara, Jalisco; 29 de junio de 1941) es un político mexicano, miembro del Partido Revolucionario Institucional. Fue gobernador de Jalisco entre 1992 y 1995.
Fue elegido en 1979 diputado federal por el Distrito 16 de Jalisco a la LI Legislatura del Congreso de la Unión de México, en 1992 fue designado gobernador sustituto de Jalisco, tras la forzada licencia de Guillermo Cosío Vidaurri a causa de las Explosiones del alcantarillado de Guadalajara.
En 2006 fue presidente de la Comisión para el proceso interno de elección del candidato del PRI a Gobernador de Jalisco.